# Ephysteris inustella gredosensis
Ephysteris inustella gredosensis é uma subespécie de insetos lepidópteros, mais especificamente de traças, pertencente à família Gelechiidae.
A autoridade científica da subespécie é Hans Rebel, tendo sido descrita no ano de 1935.
Trata-se de uma subespécie presente no território português.